# Clubiona quebecana
Clubiona quebecana là một loài nhện trong họ Clubionidae.
Loài này thuộc chi Clubiona. Clubiona quebecana được miêu tả năm 1976 bởi Charles Denton Dondale & Redner.